# Сухлянка
Кольтриція, сухлянка (Coltricia (Gray) — рід грибів родини гіменохетові (Hymenochaetaceae). Рід описано в 1821 році.

## Опис
Полодові тіла однорічні. Шапинки на центральній або ексцентричній ніжці, плоскі або дещо лійкоподібні, без шкірки. Тканина тонка, волокнисто-шкіряста, жовто-коричнева, або іржаво-бура. Трубочки з одним шаром, коричневі. Пори округлі. Гіфи без пряжок. Спори еліпсоподібні, гладкі, блідо-жовті.

## Види
- Coltricia abieticola
- Coltricia africana
- Coltricia albidipes
- Coltricia arenicola
- Coltricia australica
- Coltricia bambusicola
- Coltricia barbata
- Coltricia cinnamomea — Сухлянка коричнева
- Coltricia confluens
- Coltricia crassa
- Coltricia cylindrospora
- Coltricia duportii
- Coltricia fibrosa
- Coltricia focicola
- Coltricia fonsecoensis
- Coltricia fragilissima
- Coltricia globispora
- Coltricia grandispora
- Coltricia hamata
- Coltricia haskarlii
- Coltricia kinabaluensis
- Coltricia macropora
- Coltricia minor
- Coltricia montagnei
- Coltricia oblectabilis
- Coltricia opisthopus
- Coltricia perennis — Сухлянка дворічна
- Coltricia permollis
- Coltricia progressus
- Coltricia pseudocinnamomea
- Coltricia pyrophila
- Coltricia salpincta
- Coltricia spina
- Coltricia strigosa
- Coltricia strigosipes
- Coltricia subfastosa
- Coltricia subperennis
- Coltricia truncicola
- Coltricia tsugicola
- Coltricia velutina
- Coltricia verrucata
- Coltricia weii

В Україні відомо два види: сухлянка коричнева та сухлянка дворічна.

## Поширення та середовище існування
На ґрунті або на розкладеній майже до гумусу деревині, в листяних та хвойних лісах.

## Практичне використання
Неїстівні гриби.